# Lessness Heath
 (février 2025).
Si vous disposez d'ouvrages ou d'articles de référence ou si vous connaissez des sites web de qualité traitant du thème abordé ici, merci de compléter l'article en donnant les références utiles à sa vérifiabilité et en les liant à la section « Notes et références ».
Lessness Heath est une zone anglaise située au sud-est de Londres, dans le borough londonien de Bexley.